# Paule Minck
Adèle Paulina Mekarska, känd som Paule Minck (eller Mink), född 9 november 1839 i Clermont-Ferrand, död 28 april 1901, var en fransk socialist och feminist.
Minck, som hade polskt ursprung, anslöt sig redan som tonåring till republikanska och feministiska sällskap i Paris, grundade 1868 ett kvinnosällskap för ömsesidig hjälp och verkade även som föreläsare i kvinnofrågor. Hon fortsatte att vara aktiv inom olika socialistiska grupper och från 1893 verkade hon för kvinnlig rösträtt. År 1893 blev hon medlem i Centrala revolutionskommittén och var 1893 som en av fem kvinnor kandidat till Frankrikes nationalförsamling. Hon var ledare för den socialistiska kvinnorörelsen i Frankrike från 1896 till sin död.